# تود تاكر
تود تاكر (بالإنجليزية: Todd Tucker)‏ هو مخرج أمريكي، ولد في 4 أغسطس 1973.

## وصلات خارجية
- تود تاكر على موقع IMDb (الإنجليزية)
- تود تاكر على موقع ألو سيني (الفرنسية)
- تود تاكر على موقع أول موفي (الإنجليزية)
- تود تاكر على موقع قاعدة بيانات الفيلم (الإنجليزية)
- تود تاكر على موقع كينوبويسك (الروسية)